# Guci Draganički
 Guci Draganički  falu Horvátországban Zágráb megyében. Közigazgatásilag Jasztrebarszkához tartozik.

## Fekvése
Zágrábtól 38 km-re, községközpontjától 8 km-re délnyugatra a Kupčina jobb partján fekszik. A draganići plébániához tartozik.

## Története
A falunak 1857-ben 422, 1910-ben 550 lakosa volt. Trianon előtt Zágráb vármegye Károlyvárosi járásához tartozott. 2001-ben 385 lakosa volt.

## Lakosság
| Lakosság változása | Lakosság változása | Lakosság változása | Lakosság változása | Lakosság változása | Lakosság változása | Lakosság változása | Lakosság változása | Lakosság változása | Lakosság változása | Lakosság változása | Lakosság változása | Lakosság változása | Lakosság változása | Lakosság változása |
| ------------------ | ------------------ | ------------------ | ------------------ | ------------------ | ------------------ | ------------------ | ------------------ | ------------------ | ------------------ | ------------------ | ------------------ | ------------------ | ------------------ | ------------------ |
| 1857               | 1869               | 1880               | 1890               | 1900               | 1910               | 1921               | 1931               | 1948               | 1953               | 1961               | 1971               | 1981               | 1991               | 2001               |
| 422                | 536                | 456                | 506                | 532                | 550                | 489                | 662                | 671                | 707                | 676                | 631                | 555                | 564                | 385                |

## Külső hivatkozások
Jasztrebaszka város hivatalos oldala